# Vernoux-en-Gâtine

Vernoux-en-Gâtine este o comună în departamentul Deux-Sèvres, Franța. În 2009 avea o populație de 605 de locuitori.